# Emma Sulkowicz
Emma Sulkowicz (née le 3 octobre 1992) est une performeuse et militante anti-viol américaine,, qui attire l'attention des médias pour la première fois pour sa performance Mattress Performance (Carry That Weight) (en) (2014– 2015). L'œuvre consiste en Sulkowicz portant un matelas partout où elle se rend sur le campus au cours de sa dernière année à l'université Columbia. Sulkowicz déclare que cette pièce prendra fin lorsque l'étudiant qui l'a violée dans son dortoir en 2012 aura quitté ou été expulsé de l'université,. Il s’agit d’une manifestation contre les agressions sexuelles sur les campus et le traitement par l’université de son dossier d’agression sexuelle, dans lequel les accusés furent dégagés de toutes responsabilités.

## Jeunesse et éducation
Sulkowicz est l'enfant de Sandra Leong et Kerry Sulkowicz (en), tous deux psychiatres de Manhattan, et d'ascendance chinoise, japonaise et juive. Sulkowicz fréquente la Dalton School dans l'Upper East Side, où elle est étudiante et escrimeuse, et l'université Columbia, où elle obtient un diplôme en arts visuels en 2015. Sulkowicz est non-binaire et utilise they singulier comme pronom.

## Allégation de viol
En avril 2013, Sulkowicz, alors en quatrième année, dépose une plainte auprès de son université demandant l'expulsion de Paul Nungesser, un autre étudiant, ressortissant allemand de quatrième année, alléguant qu'il l'aurait violée dans son dortoir le 27 août 2012. Nungesser est jugé « non responsable » par une enquête universitaire. En mai 2014, Sulkowicz dépose alors un rapport contre Nungesser auprès du service de police de New York (NYPD), qui décide de ne pas le poursuivre,. Le bureau du procureur interroge Sulkowicz et Nungesser, mais ne porte pas plainte, invoquant l'absence de soupçon raisonnable. Sulkowicz refuse de poursuivre les accusations au pénal, affirmant que ce serait trop épuisant et que les officiers de la police de New York sont réfractaires et l'auraient maltraitée,,,. Sulkowicz axe ensuite sa thèse principale sur une performance intitulée Mattress Performance (Carry That Weight) (en). La représentation et les accusations reçoivent une attention considérable de la part des médias, Sulkowicz étant désormais surnommée « Mattress Girl ». Nungesser dément les accusations de viol de Sulkowicz, citant comme preuve des messages amicaux de Sulkowicz dans les semaines qui suivent l'attaque alléguée.
En avril 2015, Nungesser engage une action en justice en vertu du Titre IX contre Columbia, son conseil d'administration, son président Lee Bollinger (en), et le professeur d'art superviseur de Sulkowicz, Jon Kessler (en), alléguant qu'ils avaient facilité le harcèlement fondé sur le sexe en permettant au projet de se poursuivre. Le juge de la Cour fédérale de district, Gregory Howard Woods (en), rejette la plainte mais autorise Nungesser à déposer une nouvelle plainte. La plainte déposée est également rejetée, mais Columbia règle l'affaire à l'amiable et selon des termes non divulgués après que l'avocat de Nungesser eut engagé le processus d'appel.

## Œuvres

### Mattress Performance (Carry That Weight)

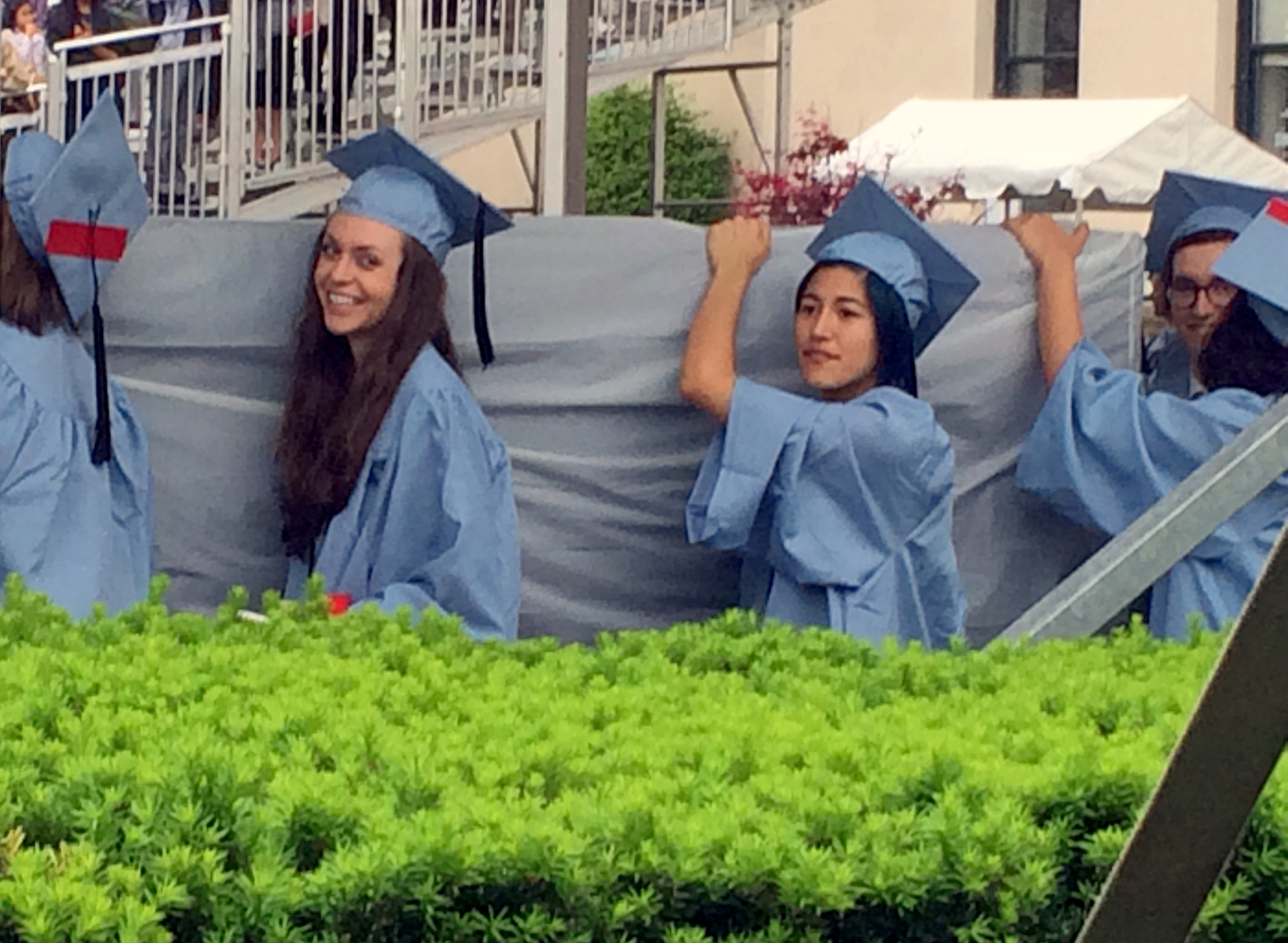
Sulkowicz (au centre à droite) portant le matelas à la remise des diplômes

Sulkowicz crée Mattress Performance (Carry That Weight) (en) durant l'été 2014 comme thèse alors qu'elle est à l'université d'art et de musique de l'Université Yale. Cette œuvre a pour but de protester contre les agressions sexuelles perpétrées sur les campus et contre le traitement, par l'université, de l'allégation de Sulkowicz selon laquelle un autre étudiant de l'Université Columbia l'aurait violée. L'université dégage l'étudiant de toute responsabilité et le bureau du procureur de district refuse de se saisir au pénal, invoquant le manque de suspicion raisonnable,.
Sa première action est une vidéo d'elle-même démontant un lit, accompagné de la lecture du rapport de police, enregistré sur son téléphone. Son matelas devient plus tard le cœur de la performance. Sulkowicz raconte au New York magazine : « Je pense que... le matelas représente un lieu privé où une grande partie de notre vie privée se déroule ; et comment j'ai exposé cette partie de ma vie publiquement ; et l'acte de monter quelque chose de privé et intime au public montre ce que ma vie est devenue. Le matelas est aussi une charge, à cause de ce qui est arrivé, qui a changé ma relation avec mon lit, en la rendant difficile. ».
Le matelas double de 23 kg, de couleur bleu foncé utilisé dans la performance est du même genre que celui que Columbia place dans ses dortoirs, semblable à celui sur lequel Sulkowicz aurait été violée. Sulkowicz passe l'été 2014 à créer les règles de sa performance : écrites sur les murs de leur studio du Watson Hall de l'université, elles indiquent qu'elle doit porter le matelas chaque fois qu'elle se trouve sur l'université ; que celui-ci doit rester sur le campus même lorsque Sulkowicz n'est pas là ; et qu'elle n'est pas autorisée à demander de l'aide pour le porter, mais si de l'aide est offerte, elle s'autorise à l'accepter,. En septembre de la même année, elle commence à porter le matelas sur le campus, ce qui se révèle une expérience physiquement pénible.
Le 29 octobre 2014, lors d'une manifestation organisée par le groupe d'étudiants No Red Tape, des centaines d'étudiants de Columbia empilent 28 matelas devant les marches du bureau du président de Columbia, Lee Bollinger. Les matelas symbolisent les 28 plaintes pour agressions sexuelles dans l'affaire Titre IX de Columbia, rapporte le New York Magazine. Le groupe d’étudiants de la Columbia Student Worker Solidarity, qui a réservé l’espace pour No Red Tape, se voit facturer 1 500 $ pour le retrait des matelas au nom de l’Université.

### Newspaper Bodies (Look, Mom, I'm on the Front Page!)
La dernière thèse de Sulkowicz, la semaine précédant l'obtention de son diplôme en mai 2015, inclut la représentation d'un homme nu obscène et d'un couple ayant des relations sexuelles, imprimée dans un article du New York Times sur l'étudiant accusé. Sulkowicz dit que les images sont des dessins animés et demande : « Quelles sont les fonctions des dessins animés ? Représentent-ils les gens eux-mêmes (si vous avez suffisamment lu sur la théorie de l'art, vous vous rendrez compte que c'est impossible), ou illustrent-ils les histoires qui ont circulé à propos d'une personne ? ». Cette œuvre est par la suite présentée sous le titre Newspaper Bodies (Look, Mom, I'm on the Front Page!)  dans le cadre d'une exposition de groupe au Southampton Arts Center, à Southampton, dans l'État de New York.

### Ceci n'est pas un viol
Le 3 juin 2015, Sulkowicz, en collaboration avec l'artiste Ted Lawson, diffuse Ceci n'est pas un viol, une vidéo de huit minutes montrant des relations sexuelles entre Sulkowicz et un acteur anonyme dans un dortoir de Columbia. Le titre de la pièce fait référence à la légende de La Trahison des images de René Magritte : « Ceci n'est pas une pipe ». Le texte introductif de Sulkowicz souligne que le rapport est intégralement consenti, bien que vers la fin il représente la résistance, la violence et l'usage de la force. Lorsque la vidéo est mise en ligne pour la première fois, chaque écran affichait l'horodatage du 27 août 2012, la nuit de l'agression présumée, mais la date est par la suite floutée. Sulkowicz écrit que le travail, qui s'intéresse à la nature du consentement sexuel, n'est pas une reconstitution du viol présumé, mais précise plus tard qu'il s'agit d'une œuvre distincte de Mattress Performance.

### Self-Portrait
De février à mars 2016, au Coagula Curatorial (en) de Los Angeles, Sulkowicz présente une pièce, Self-Portrait. Pendant les trois premières semaines de l'exposition, Sulkowicz se tient sur un socle de la galerie et a des conversations en tête-à-tête avec des visiteurs se tenant devant un socle identique. L'exposition présente une réplique robotique de l'artiste, grandeur nature, appelée « Emmatron ». Emmatron joue des réponses préenregistrées à plusieurs questions qui ont été maintes fois posées à Sulkowicz et auxquelles elle ne répond plus. Voici quelques exemples : « Parlez-moi de la nuit où vous avez été agressée », « Cette œuvre d'art fait-elle partie de Mattress Performance (Carry That Weight) ? » et « Que pensent tes parents de tout ça? ». Si les membres du public posent l'une de ces questions à Sulkowicz au cours de leur conversation, l'artiste les redirige vers Emmatron pour obtenir des réponses.

### Untitled Protest Performance
Le 30 janvier 2018, Sulkowicz est remarquée en train de protester   dans deux musées de la ville de New York et une station de métro. Au cours de la manifestation, Sulkowicz pose pour plusieurs photographies devant les peintures de Chuck Close au Museum of Modern Art et au Metropolitan Museum of Art, une mosaïque de Close dans une station de métro, ainsi que devant Les Demoiselles d'Avignon de Picasso. Sulkowicz porte de la lingerie noire avec des cache-tétons de fortune, réalisés avec du ruban adhésif et couvre son corps avec des astérisques dessinés. Sulkowicz déclare que la manifestation est une réponse à un article du New York Times du 28 janvier dans lequel des membres du monde de l'art, répondant à des accusations de harcèlement sexuel à l'encontre de l'artiste Chuck Close, débattent du futur de l'art créé par des individus accusés de comportement violents. Jock Reynolds, alors directeur de la galerie d'art de l'Université de Yale, fait partie des personnes citées dans cet article : « Pablo Picasso est l'un des pires contrevenants du XXe siècle en ce qui concerne son histoire avec les femmes. Allons-nous sortir son travail des galeries ? À un moment donné, vous devez vous demander si l'art va rester isolé en tant que chose à voir ». Sulkowicz est « consternée » par les commentaires, demandant : « Ne montrez-vous que des œuvres de Harvey Weinstein ? ». La manifestation est décrite comme une « performance » dans les médias, et comme une « action performative » par l'artiste.

### The Floating World
Du 10 mars au 22 avril 2018, la galerie The Invisible Dog de Brooklyn, à New York, accueille la première installation en galerie de Sulkowicz en tant qu'artiste performeur, une œuvre intitulée The Floating World. La pièce consiste en une série de sphères de verre, suspendues par des cordes, contenant des objets ayant une signification personnelle pour Sulkowicz et les membres de sa communauté. La relation entre les cordes et les sphères est une métaphore de l'amour et du soutien que Sulkowicz a reçus de ses proches et de la communauté.
Le titre "The Floating World" est une traduction littérale du terme japonais "Ukiyo", un terme bouddhiste homonyme ironique signifiant "monde douloureux".